# Francisco Segundo Alcaraz
Francisco Segundo Alcaraz (Desamparados, 17 de agosto de 1943-San Juan, 29 de octubre de 1976) fue un dirigente juvenil argentino, Secretario político de la organización guerrillera peronista en la misma provincia, teniendo el grado de oficial, además de fundador y primer presidente de la Juventud Peronista de San Juan en la época de la dictadura militar.

## Como describían a Francisco
Los compañeros que lo conocieron describen al Chiquito como "un trabajador barrial que decía vamos a la villa a laburar y eso es lo convertía en un hombre peligroso para el gobierno, para el sistema, porque era el más sesudo, el más peronista, representaba al verdadero peronismo, era el pueblo". 
Militantes que lo conocieron y sobrevivieron al genocidio, dicen de Alcaraz: “Era un grandote tranquilo, bonachón" Como era el mayor de los jóvenes que se juntaban los contenia a todos, era una persona sencilla, peronista convencido de toda la vida, buena persona y muy trabajador. Era el Jefe. Poseía una humanidad impactante. 
El ‘Chiquito’ marcaba la línea de la moral revolucionaria desde el Peronismo y se iba a la villa a laburar políticamente. Se comentaba que el siempre hablaba de la experiencia del pueblo argentino, la práctica revolucionaria era su modo de vida. Tenía una relación con el pueblo extraordinaria. Para él, el peronismo era el eje por donde atravesaban todas las luchas.
Según los compañeros de chiquito: " el fue el ‘factótum’ de nuestra participación en la campaña electoral de 1973 "
En una nota del Diario de Cuyo en 2007 comenta un poco lo que decía un excompañero, José Luis Gioja: " Yo trabaje como empleado de él en el taller de máquinas de coser que teina en la Av. Rawson. Tengo el mejor de los recuerods de él, era un buen compañero, el fue un emblema del justicialismo sanjuanino. 

## Otras historias
Francisco estuvo escapando muchísimos años ya que todas las fuerzas de seguridad estaban obligadas a buscarlo y matarlo.
Anécdota contada por el nieto de Eloy Camus: “A Alcaraz lo conocí en la casa de mi abuelo cuando él era gobernador de San Juan y al ‘Chiquito’ lo estaba buscando la policía sanjuanina por sus actividades políticas. Cuando lo conocí, mi abuelo le gritaba por teléfono muy enojado al Jefe de Policía como ‘carajo’ no lo podían encontrar a Alcaraz para detenerlo, mientras él lo tenía tomando café en la cocina de su casa. Años después me enteré que también lo ocultó un tiempo en la época de la dictadura”
Otra historia contada por la familia Alcaraz: Francisco desaparecía mucho de la familia ya que les decía que no quería que se involucren, cada vez que aparecía a ver a su familia, aparecía de diferentes formas físicamente, con mucha barba, gordo, etc. Luego en otras ocasiones aparecía sin barba y flaco.
Según lo que la familia contaba, "Chiquito" era buscado hasta en Neuquén, Argentina, la policía federal, militares y policías provinciales lo querían ver muerto a toda costa. 

## Su asesinato
Francisco Alcaraz fue asesinado el 29 de octubre de 1976 a sus 33 años. 
El hecho ocurrió a las 12:30 del mediodía en la esquina de Av. España y Estados de Israel (Rawson), el se estaba bajando del colectivo para dirigirse a una casa frente al barrio Marcó. Pretendía encontrarse con unos compañeros que venían de La Rioja para que los ocultase. Francisco tenía un diario el cual usaba para taparse la cara, el se da cuenta de que lo estaba siguiendo un Ford Falcon gris, el cual tenía unos civiles dentro. El cuando pudo darse cuenta de esto ya era tarde, los civiles del Falcon Gris le disparan en la pierna para herirlo. Segundos después aparecen uniformados de la Policía de San Juan, Federales y Militares los cuales proceden a acribillarlo con 108 balazos, fueron tantos que le cortaron la pierna. Luego de eso fue torturado ya muerto colocándole cigarrillos en todo su cuerpo para "quemarlo". El cuerpo se entregó cuatro días después del asesinato, ya que la familia estuvo desesperada buscándolo por todas las instalaciones ( hospitales, comisarías, centros clandestinos, etc). El cuerpo se encontraba en el Hospital Rawson (San Juan), el cuerpo era irreconocible, estaba todo quemado con cigarrillos, le habían arrancado las uñas y tenía 108 tiros, según los testimonios de las familias. El padre de Francisco lo reconoció por el zapato de la pierna cortada por los balazos y por la camisa amarilla con líneas blancas que llevaba para ese momento.

## Asesinos de Franciso Segundo Alcaraz
Hubo tres personas las cuales fueron llevadas a juicio por distintos homicidios en San Juan incluyendo este.
Jorge Antonio Olivera con jerarquía de mayor fue uno de los militares que buscaba a "Chiquito" en la época de la dictadura.
Según testigos que estuvieron en RIM 22 comentan que Jorge Antonio Olivera festejaba la muerte de Francisco Segundo Alcaraz.
Carlos Luis Malatto con jerarquía de Teniente Coronel fue otro de los militares que lo asesino.
Jorge Horacio Páez Senestrari fue uno el principal agresor de "Chiquito".